# جانی واکر (بازیگر)
جانی واکر (انگلیسی: Johnnie Walker؛ ‏ ۷ ژانویهٔ ۱۸۹۴ – ۵ دسامبر ۱۹۴۹) بازیگر و تهیه‌کننده اهل ایالات متحده آمریکا بود.
از فیلم‌ها یا برنامه‌های تلویزیونی که وی در آن نقش داشته‌است می‌توان به زنان آسوده‌خاطر، دلقک و بالای رودخانه اشاره کرد.